# Comté de Gilchrist
Le comté de Gilchrist est un comté situé dans l'État de Floride, aux États-Unis. Sa population était de 17 864 habitants en 2020. Son chef-lieu est Trenton.

## Comtés adjacents
- Comté de Columbia (nord-est)
- Comté d'Alachua (est)
- Comté de Levy (sud)
- Comté de Dixie (sud-ouest)
- Comté de Suwannee (nord-ouest)
- Comté de Lafayette (nord-ouest)

## Principales villes
- Bell
- Fanning Springs
- Trenton

## Démographie
| Groupe                           | Comté de Gilchrist | Floride | États-Unis |
| -------------------------------- | ------------------ | ------- | ---------- |
| Blancs                           | 90,9               | 75,0    | 72,4       |
| Afro-Américains                  | 5,3                | 16,0    | 12,6       |
| Autres                           | 1,5                | 3,7     | 6,4        |
| Métis                            | 1,5                | 2,5     | 2,9        |
| Amérindiens                      | 0,5                | 0,4     | 0,9        |
| Asiatiques                       | 0,4                | 2,4     | 4,8        |
| Total                            | 100                | 100     | 100        |
|                                  |                    |         |            |
| Hispaniques et Latino-Américains | 5,0                | 22,5    | 16,7       |

| 1930  | 1940  | 1950  | 1960  | 1970  | 1980  |
| ----- | ----- | ----- | ----- | ----- | ----- |
| 4 137 | 4 250 | 3 499 | 2 868 | 3 551 | 5 767 |

| 1990  | 2000   | 2010   | - | - | - |
| ----- | ------ | ------ | - | - | - |
| 9 667 | 14 437 | 16 939 | - | - | - |